# Louis Jordan
Louis Thomas Jordan (Brinkley, Arkansas, 8 juli 1908 – Los Angeles, 4 februari 1975) was een Amerikaanse zanger, saxofonist, bandleider en acteur die zeer succesvol was in de jaren 30, 40 en 50 van de 20e eeuw.

## Muzikale carrière
Louis Jordan leerde muziek maken in de Brinkley Brass Band van zijn vader, muziekleraar en bandleider James Aaron Jordan. Daar begon hij met het spelen van klarinet en piano, maar altsaxofoon werd zijn belangrijkste instrument. In die tijd vestigde hij zichzelf als songschrijver, entertainer en vocalist. Later ging hij over op het spelen van de saxofoon.
Tussen 1936 en 1938 maakte hij deel uit van het invloedrijke, door drummer Chick Webb geleide Savoy Ballroomorkest, dat bekend stond als een van de beste bigbands van zijn tijd. Jordan ontwikkelde zich daarin snel tot de leidende mannelijke vocalist van Webbs Savoy orkest. In die periode kreeg ook de jonge Ella Fitzgerald bekendheid als de leidende vrouwelijke vocalist van de bigband. Zij en Jordan zongen dikwijls duetten op het toneel, en later, toen beiden grote sterren geworden waren, zouden zij dikwijls samenwerken op verschillende platen.
Na zijn ontslag uit de band door Webb (Jordan zou leden van de bigband hebben willen rekruteren voor zijn eigen band) formeerde hij zijn eigen zeskoppige ensemble: Louie Jordan's Elks Rendez-vous Band. Later zou Jordan deze regelmatig in samenstelling veranderende formatie herdopen tot de Tympany Five.
Het optreden met deze kleinere groep musici was een breuk met het verleden, waarbij bigbands van tot wel 17 man de norm waren. Jordan bewees dat hij net zo goed en net zo hard kon spelen met een groep van 5 als van 17. En het was goedkoper om een kleine groep te boeken. De artistieke innovaties en economische voordelen versterkten elkaar en hielpen de weg vrijmaken voor zwarte popmuziek om over te schakelen van bigbandswing naar rock-'n-roll. Het woord rock, oorspronkelijk zwarte spreektaal voor neuken, begon in de vroege jaren '40 in de volksmond in zijn muzikale betekenis te worden gebruikt. In navolging van Jordan begonnen vele andere kleine bands succes te krijgen, waaronder Joe Liggins and the Honeydrippers en Johnny Moore's Three Blazers, terwijl er soloacts als Big Joe Turner, Ivory Joe Hunter, T-Bone Walker en Wynonie Harris kwamen die optraden zonder bands.
Jordans muziek was populair bij zowel zwart als blank, maar tekstueel waren de meeste van zijn liedjes een sociaal commentaar op het leven van 'zwart' Amerika in de jaren '30 en '40. Tussen 1942 en 1952 stapelden Jordan en zijn band de successen opeen, maar met de opkomst van rockmuziek in de jaren '50 verminderde zijn populariteit. Jordan tekende bij een ander platenlabel, maar na 1958 nam hij nog maar sporadisch een plaat op.
Louis Jordan overleed op 4 februari 1975 aan een hartaanval. Hij was vijf keer getrouwd.

## Invloed op rock'n-roll

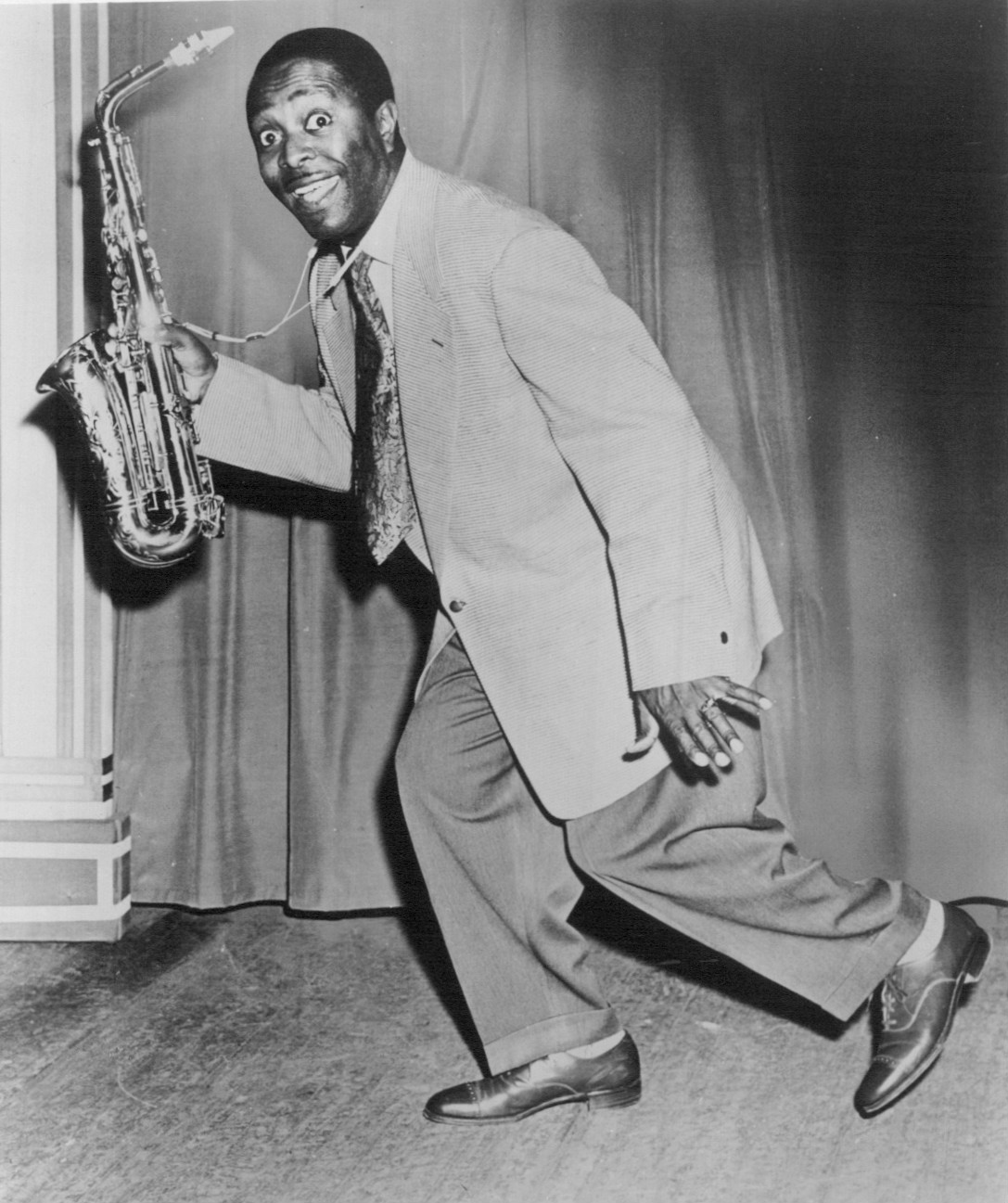
Louis Jordan in 1951

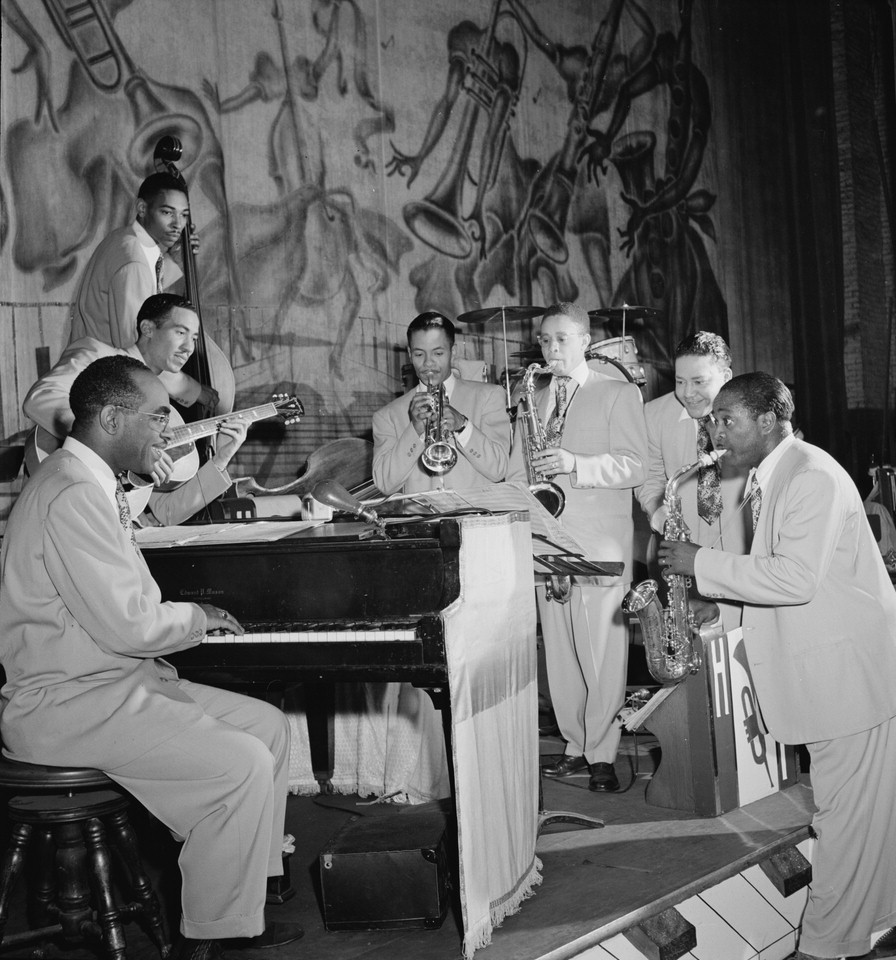
De Tympany Five

Louis Jordan is van grote invloed geweest op grootheden als James Brown, Muddy Waters, Little Richard en Chuck Berry. Dit leidde er toe dat hij in 1987 werd opgenomen in de Rock and Roll Hall of Fame.

## Filmcarrière
Naast zijn muzikale carrière was hij in de jaren '40 ook te zien in een reeks films.

### Overzicht
| Jaar | Titel                                       | Rol                               |
| ---- | ------------------------------------------- | --------------------------------- |
| 1944 | Follow the Boys                             | als zichzelf                      |
| 1944 | Meet Miss Bobby Socks                       | als zichzelf                      |
| 1946 | Swingtime Jamboree                          | als zichzelf                      |
| 1946 | Swing Parade of 1946                        | als zichzelf                      |
| 1946 | Beware                                      | Lucius Brokenshire 'Louis' Jordan |
| 1947 | Reet, Petite, and Gone                      | Schyler Jarvis / Louis Jarvis     |
| 1947 | Look-Out Sister                             |                                   |
| 1955 | Appointment with Adventure (televisieserie) | inspecteur Beaumont               |

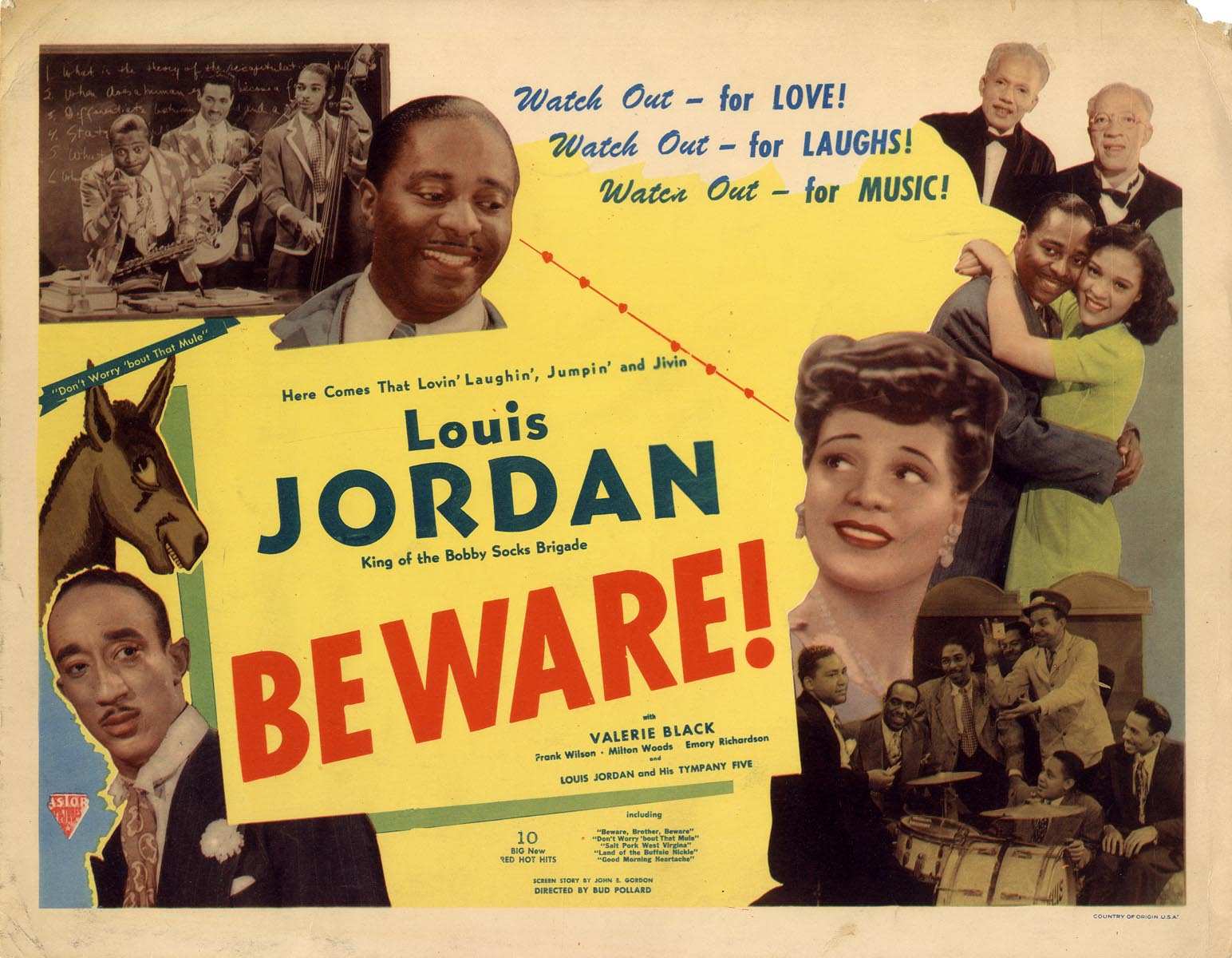
Louis Jordan in Beware (1946)
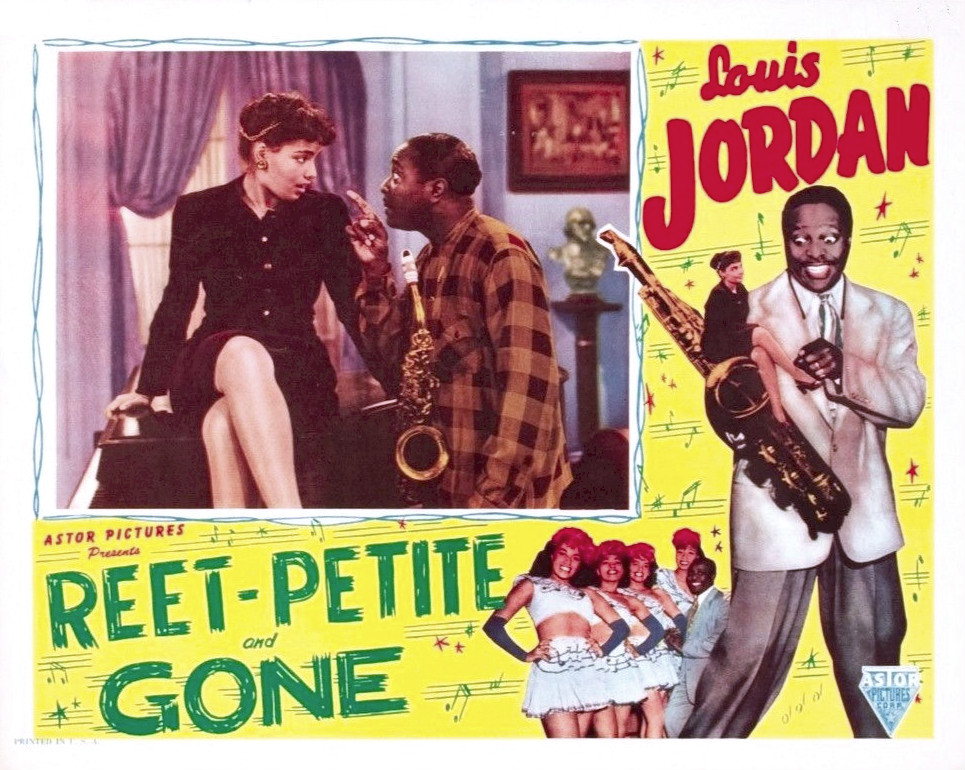
Louis Jordan in Reet-Petite and Gone (1947)
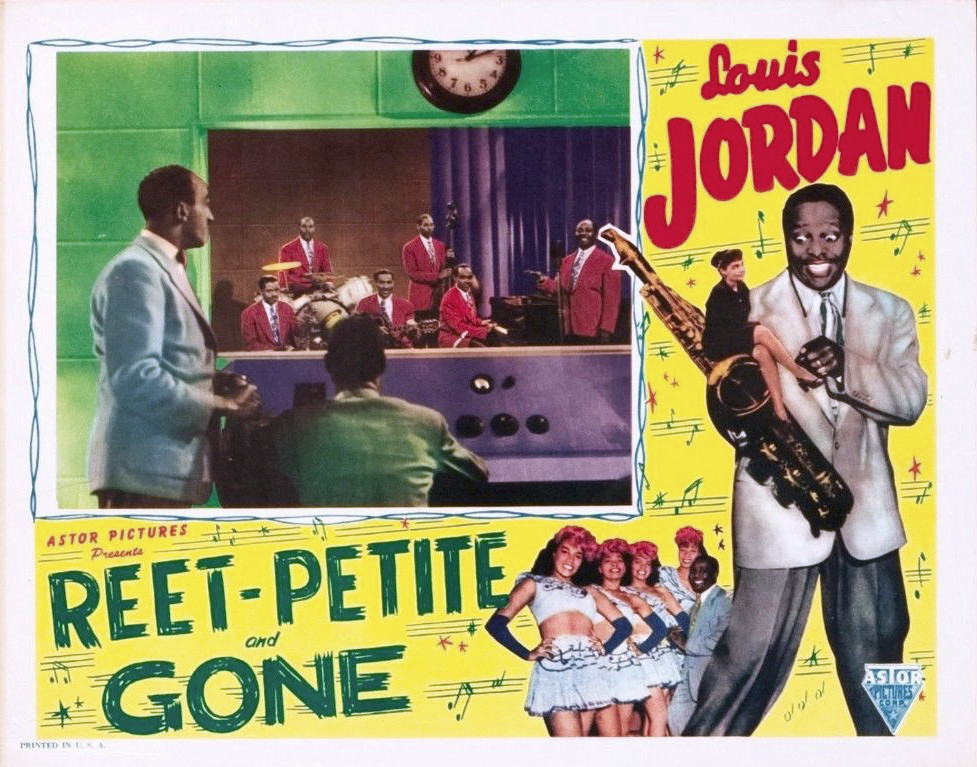
Louis Jordan in Reet-Petite and Gone (1947)

## Singleoverzicht
| Jaar | Titel                                                            | Bijzonderheden                                             |
| ---- | ---------------------------------------------------------------- | ---------------------------------------------------------- |
| 1942 | I'm Gonna Leave You on the Outskirts of Town                     |                                                            |
| 1942 | What's the Use of Getting Sober (When You Gonna Get Drunk Again) |                                                            |
| 1943 | The Chicks I Pick Are Slender and Tender and Tall                |                                                            |
| 1943 | Five Guys Named Moe                                              |                                                            |
| 1943 | That'll Just 'Bout Knock Me Out                                  |                                                            |
| 1943 | Ration Blues                                                     |                                                            |
| 1944 | Deacon Jones                                                     |                                                            |
| 1944 | G.I. Jive                                                        |                                                            |
| 1944 | Is You Is or Is You Ain't My Baby                                | in een tekenfilm van Tom & Jerry gezongen door Tom         |
| 1945 | Mop! Mop!                                                        |                                                            |
| 1945 | You Can't Get That No More                                       |                                                            |
| 1945 | Caldonia                                                         |                                                            |
| 1945 | Somebody Done Changed the Lock on My Door                        |                                                            |
| 1945 | My Baby Said Yes                                                 | duet met Bing Crosby                                       |
| 1946 | Buzz Me                                                          |                                                            |
| 1946 | Don't Worry 'Bout That Mule                                      |                                                            |
| 1946 | Salt Pork, West Virginia                                         |                                                            |
| 1946 | Reconversion Blues                                               |                                                            |
| 1946 | Beware (Brother, Beware)                                         |                                                            |
| 1946 | Don't Let the Sun Catch You Cryin'                               |                                                            |
| 1946 | Stone Cold Dead in the Market (He Had It Coming)                 | duet met Ella Fitzgerald                                   |
| 1946 | Choo Choo Ch'Boogie                                              |                                                            |
| 1946 | That Chick's Too Young to Fry                                    |                                                            |
| 1946 | Ain't That Just Like a Woman (They'll Do It Every Time)          |                                                            |
| 1946 | Ain't Nobody Here but Us Chickens                                |                                                            |
| 1946 | Let the Good Times Roll                                          | wordt in The Blues Brothers als singletje opgezet          |
| 1946 | Ration Blues                                                     |                                                            |
| 1947 | Texas and Pacific                                                |                                                            |
| 1947 | I Like 'Em Fat Like That                                         |                                                            |
| 1947 | Open the Door, Richard!                                          |                                                            |
| 1947 | Jack, You're Dead                                                |                                                            |
| 1947 | I Know What You're Puttin' Down                                  |                                                            |
| 1947 | Boogie Woogie Blue Plate                                         |                                                            |
| 1947 | Early in the Mornin'                                             |                                                            |
| 1947 | Look Out                                                         |                                                            |
| 1948 | Barnyard Boogie                                                  |                                                            |
| 1948 | How Long Must I Wait for You                                     |                                                            |
| 1948 | Reet, Petite and Gone                                            | diende als basis voor de hit Reet petite van Jackie Wilson |
| 1948 | Run Joe                                                          |                                                            |
| 1948 | All for the Love of Lil                                          |                                                            |
| 1948 | Pinetop's Boogie Woogie                                          |                                                            |
| 1948 | Don't Burn the Candle at Both Ends                               |                                                            |
| 1948 | We Can't Agree                                                   |                                                            |
| 1948 | Daddy-O                                                          |                                                            |
| 1948 | Pettin' and Pokin'                                               |                                                            |
| 1949 | Roamin' Blues                                                    |                                                            |
| 1949 | You Broke Your Promise                                           |                                                            |
| 1949 | Cole Slaw (Sorghum Switch)                                       |                                                            |
| 1949 | Every Man to His Own Profession                                  |                                                            |
| 1949 | Baby, It's Cold Outside                                          | duet met Ella Fitzgerald                                   |
| 1949 | Beans and Corn Bread                                             |                                                            |
| 1949 | Saturday Night Fish Fry                                          |                                                            |
| 1950 | School Days                                                      |                                                            |
| 1950 | Blue Light Boogie                                                |                                                            |
| 1950 | I'll Never Be Free                                               | duet met Ella Fitzgerald                                   |
| 1950 | Tamburitza Boogie                                                |                                                            |
| 1951 | Lemonade                                                         |                                                            |
| 1950 | Tear Drops from My Eyes                                          |                                                            |
| 1950 | Weak Minded Blues                                                |                                                            |